# Dalriada
Dál Riata, Dál Riada  (/dælˈriːədə/) (staroirsko ime), također poznata i pod nazivima Dalriata i Dalriada, bila je gelska država na području današnje zapadna Škotske i sjeveroistočna Irske u ranom srednjem vijeku. 

## Ime
Ime Dál Riata dolazi iz staroirskog. Dál je srodan engleskom dole i deal, njemačkom Teil i latinskom tāliō, te riječi koje potječu iz njega kao francuska taille i talijanska taglia, u značenju dio ili udio. Za riječ Riata ili Riada smatra se da je osobno ime. Stoga se ime odnosi na "Riadin dio" teritorija. 
Geološki sloj Dalradijana nazvao je Archibald Geikie 1891. godine po Dál Riati jer njen izdanak ima slični zemljopisni doseg kao staro kraljevstvo.

## Povijest
Smatra se kako je vrhunac njene moći bio krajem 6. i početkom 7. stoljeća pod vlašću kralja Aedana, kad je obuhvaćala veliko ozemlje onog što je danas Argyll (Coast of the Gaels) u Škotskoj i dio okruga Antrima u današnjoj Sjevernoj Irskoj. Nakon razdoblja širenja došla je u združenost sa Škotskom. Razna su kraljevstva i narodi s Britanskih otoka došla pod zajednički politički identitet tijekom stoljeća, teritorij Dal Riate postao je dio Škotske. 
Poraz od anglosaskih kraljeva je oslabio Dalriadu, učinivši je vazalom Northumbrije, da bi je u drugoj polovici 7. stoljeća pokorili Pikti. O toj državi postoje prilično oskudni povijesni podatci, često isprepleteni s mitovima i političkom propagandom. Često se smatra prvom škotskom državom, iako se takva odrednica sa sigurnošću može navesti tek za Kraljevinu Albu nastalu oko 900.